# Leucocarbo
Leucocarbo – rodzaj ptaków z rodziny kormoranów (Phalacrocoracidae).

## Rozmieszczenie geograficzne
Rodzaj obejmuje gatunki występujące w Ameryce Południowej, na Nowej Zelandii, Wyspach Kerguelena i innych wyspach subantarktycznych.

## Morfologia
Długość ciała 63–77 cm, rozpiętość skrzydeł 92–125 cm; masa ciała 1330–3300 g.

## Systematyka
Rodzaj zdefiniował w 1856 roku francuski zoolog Charles-Lucien Bonaparte w artykule poświęconym relacji z podróży do różnych muzeów w Niemczech, Holandii i Belgii, opublikowanym w czasopiśmie „Comptes rendus hebdomadaires de l’Académie des Sciences”. Gatunkiem typowym jest (późniejsze oznaczenie) kormoran peruwiański (L. bougainvilliorum).

### Etymologia
- Leucocarbo: gr. λευκος leukos ‘biały’; rodzaj Carbo Lacépède, 1799[7].
- Euleucocarbo: gr. ευ eu ‘właściwy, dobry’; rodzaj Leucocarbo Bonaparte, 1857[8]. Gatunek typowy (oryginalne oznaczenie): Pelecanus carunculatus J.F. Gmelin, 1789.
- Nesocarbo: gr. νησος nēsos ‘wyspa’; rodzaj Carbo Lacépède, 1799[9]. Gatunek typowy (oznaczenie monotypowe): Urile campbelli Filhol, 1878.
- Notocarbo: gr. νοτος notos ‘południe’; rodzaj Carbo Lacépède, 1799[10]. Gatunek typowy (oryginalne oznaczenie): Phalacrocorax atriceps P.P. King, 1828.

### Podział systematyczny
Do rodzaju należą następujące gatunki:
- Leucocarbo magellanicus (J.F. Gmelin, 1789) – kormoran skalny
- Leucocarbo bougainvilliorum (Lesson, 1837) – kormoran peruwiański
- Leucocarbo ranfurlyi (Ogilvie-Grant, 1901) – kormoran wyspowy
- Leucocarbo carunculatus (J.F. Gmelin, 1789) – kormoran szorstkodzioby
- Leucocarbo onslowi (H.O. Forbes, 1893) – kormoran plamisty
- Leucocarbo chalconotus (G.R. Gray, 1845) – kormoran nowozelandzki
- Leucocarbo campbelli (Filhol, 1878) – kormoran czarnoszyi
- Leucocarbo colensoi (Buller, 1888) – kormoran łuskowany
- Leucocarbo atriceps (P.P. King, 1828) – kormoran niebieskooki